# Amerikaanse woestijnrat
De Amerikaanse woestijnrat (Neotoma albigula)  is een zoogdier uit de familie van de Cricetidae. De wetenschappelijke naam van de soort werd voor het eerst geldig gepubliceerd door Hartley in 1894.

## Voorkomen
De soort komt voor in het noorden van Mexico en het zuidwesten van de Verenigde Staten.

## Leefwijze
De belangrijkste bron van voedsel voor de rat zijn cactussen, die hij ook gebruikt als voornaamste bron van drinken. Hij leeft echter ook van andere planten. Verder eten ze insecten, kleine reptielen en muizen, al zijn waarneming daarvan schaarser. Hij slaat voedsel op in zijn grote schuilplaats.
Van de cactussen gebruikt de soort de naalden om zijn hol te beschermen.